# Tour de France 2024 (jeu vidéo)
Tour de France 2024 (abrégé en TDF 24) est un jeu vidéo de cyclisme sur route développé par Cyanide et sorti en France le 6 juin 2024. Le jeu Tour de France 2024 est la suite du jeu  Tour de France 2023

## Gameplay
Tour de France 2024 propose plusieurs modes de jeu :

### Un joueur
- Pro Team : le joueur incarne une équipe qu’il a lui même créée avec de vrais coureur du peloton. Depuis cet opus, il est possible d’incarner une équipe déjà existante[2].
- Pro Leader : le joueur incarne un cycliste qu’il a créé et personnalisé, pour progresser le « pro leader » doit atteindre des objectifs comme prendre une échappée ou passer en tête d’un secteur pavé
- My Tour : le joueur joue avec des règles personnalisées la course ou l’étape qu’il souhaite.
- Course du moment/Descente du moment : ces deux modes de jeux se jouent seuls mais il existe un classement multijoueur. L’objectif de la descente du moment est de réaliser une descente d’un col le plus rapidement possible. Le but de la course du moment est plutôt similaire, sur une course par étapes, le joueur doit réaliser un objectif bien défini, cela peut être le plus grand écart au général avec le 2e ou le plus grand nombre de points de la montagne.

### Multijoueur
- Criterium : tout nouveau mode apparu cette année, il permet de jouer en multijoueur. Ce mode se joue durant une course où chaque joueur dirige une équipe de deux cyclistes équivalents en capacité.

### Nouveautés
Ce nouveau jeu présente plusieurs nouveautés : 
- Implémentation d'un nouveau mode de jeu multijoueur : Critérium
- Ajout de 8 équipes Pro Team supplémentaires
- La possibilité de choisir de commencer avec ou dans une équipe professionnelle en ProTeam et Pro Leader
- Plus de personnalisations dans le mode My Tour
- Une meilleure accessibilité pour les personnes en situation de handicap
- Une refonte du lancer de vélo en montagne et lors des sprints pour les IA
- Le parcours du Tour de France 2024
- Un temps au sol plus ou moins long en fonction de la gravité de la chute